# Marocko i olympiska sommarspelen 2004
Marocko i olympiska sommarspelen 2004 bestod av 55 idrottare som blivit uttagna av Marockos olympiska kommitté.

## Boxning
Lätt flugvikt
- Redouane Bouchtouk
  - Sextondelsfinal — Förlorade mot Carlos José Tamara från Colombia (25 - 48)

Flugvikt
- Hicham Mesbahi
  - Sextondelsfinal — Besegrade Lechedzani Luza från Botswana (25 - 20)
  - Åttondelsfinal — Förlorade mot Andrzej Rzany från Polen (20 - 33)

Bantamvikt
- Hamid Ait Bighrade
  - Sextondelsfinal — Förlorade mot Diwakar Prasad från Indien (17 - 25)

Lättvikt
- Tahar Tamsamani
  - Sextondelsfinal — Förlorade mot Sam Rukundo från Uganda (22 - 30)

Lätt weltervikt
- Nafil Hicham
  - Sextondelsfinal — Besegrade Isidro Mosquea från Dominikanska republiken (42 - 40)
  - Åttondelsfinal — Förlorade mot Nurzhan Karimzhanov från Kazakstan (13 - 33)

Weltervikt
- Ait Hammi Miloud
  - Sextondelsfinal — Förlorade mot Oleg Saitov från Ryssland (15 - 30)

Tungvikt
- Rachid El Haddak
  - Åttondelsfinal — Förlorade mot Devin Vargas från USA (outscored; Round 3, 1:20)

## Fotboll
Herrar
| Nr          | Namn                 | Födelsedatum | Ålder     | Matcher   | Mål       | 10px      | 10px      | 10px      |
| Målvakter   | Målvakter            | Målvakter    | Målvakter | Målvakter | Målvakter | Målvakter | Målvakter | Målvakter |
| ----------- | -------------------- | ------------ | --------- | --------- | --------- | --------- | --------- | --------- |
| 18          | Nadir Lamyaghri      | 13.02.1976   | 23        | 3         | 0         | 0         | 0         | 0         |
| 1           | Omar Charef          | 19.02.1981   | 23        | 0         | 0         | 0         | 0         | 0         |
| Försvarare  |                      |              |           |           |           |           |           |           |
| 16          | Elamine Erbate       | 01.01.1981   | 23        | 3         | 0         | 0         | 0         | 0         |
| 6           | Badr El Kaddouri     | 31.01.1981   | 23        | 3         | 0         | 0         | 0         | 0         |
| 13          | Oussama Souaidy      | 25.08.1981   | 22        | 3         | 0         | 0         | 0         | 0         |
| 2           | Moncef Zerka         | 30.08.1981   | 23        | 2         | 0         | 1         | 0         | 0         |
| 4           | Jamal Alioui         | 02.06.1982   | 22        | 2         | 0         | 0         | 0         | 1         |
| 15          | Tajeddine Sami       | 10.06.1982   | 22        | 2         | 0         | 0         | 0         | 0         |
| Mittfältare |                      |              |           |           |           |           |           |           |
| 17          | Otmane El Assas      | 30.01.1979   | 25        | 2         | 0         | 1         | 0         | 0         |
| 8           | Yazid Kaissi         | 16.05.1981   | 23        | 3         | 0         | 1         | 0         | 0         |
| 5           | Merouane Zemmama     | 07.10.1983   | 23        | 1         | 0         | 0         | 0         | 0         |
| 3           | Salaheddine Aqqal    | 01.01.1984   | 20        | 2         | 1         | 0         | 0         | 0         |
| 14          | Azzeddine Ourahou    | 12.08.1984   | 20        | 3         | 0         | 0         | 0         | 0         |
| Anfallare   |                      |              |           |           |           |           |           |           |
| 12          | Bouchaib El Moubarki | 12.01.1978   | 26        | 3         | 0         | 0         | 0         | 0         |
| 10          | Bouabid Bouden       | 01.02.1982   | 22        | 3         | 2         | 0         | 0         | 0         |
| 7           | Farid Talhaoui       | 10.02.1982   | 22        | 3         | 0         | 1         | 0         | 0         |
| 11          | Mehdi Taouil         | 20.05.1983   | 21        | 3         | 0         | 0         | 0         | 0         |
| 9           | Mustapha Allaoui     | 30.05.1983   | 21        | 0         | 0         | 0         | 0         | 0         |
| Coach       |                      |              |           |           |           |           |           |           |
|             | Mustapha Madih       | 01.01.1956   | 48        |           |           |           |           |           |

Gruppspel
| Lag        | Pld | W | D | L | GF | GA | GD | Pts |
| ---------- | --- | - | - | - | -- | -- | -- | --- |
| Irak       | 3   | 2 | 0 | 1 | 7  | 4  | +3 | 6   |
| Costa Rica | 3   | 1 | 1 | 1 | 4  | 4  | 0  | 4   |
| Marocko    | 3   | 1 | 1 | 1 | 3  | 3  | 0  | 4   |
| Portugal   | 3   | 1 | 0 | 2 | 6  | 9  | −3 | 3   |

|       | 12 augusti 2004 | Costa Rica | 0 – 0   | Marocko | Pankritio Stadium, Heraklion                      |                                                   |
| 20:30 | 20:30           |            | Rapport |         | Publik: 3 212 Domare: Massimo De Santis (Italien) | Publik: 3 212 Domare: Massimo De Santis (Italien) |
| 20:30 | 20:30           |            |         |         | Publik: 3 212 Domare: Massimo De Santis (Italien) | Publik: 3 212 Domare: Massimo De Santis (Italien) |
| 20:30 | 20:30           |            |         |         | Publik: 3 212 Domare: Massimo De Santis (Italien) | Publik: 3 212 Domare: Massimo De Santis (Italien) |

|       | 15 augusti 2004 | Marocko | 1 – 2   | Portugal | Pankritio Stadium, Heraklion                    |                                                 |
| 20:30 | 20:30           |         | Rapport |          | Publik: 7 581 Domare: Carlos Batres (Guatemala) | Publik: 7 581 Domare: Carlos Batres (Guatemala) |
| 20:30 | 20:30           |         |         |          | Publik: 7 581 Domare: Carlos Batres (Guatemala) | Publik: 7 581 Domare: Carlos Batres (Guatemala) |
| 20:30 | 20:30           |         |         |          | Publik: 7 581 Domare: Carlos Batres (Guatemala) | Publik: 7 581 Domare: Carlos Batres (Guatemala) |

|       | 18 augusti 2004 | Marocko | 2 – 1   | Irak | Pampeloponnisiako Stadium, Patras                  |                                                    |
| 20:30 | 20:30           |         | Rapport |      | Publik: 4 019 Domare: Horacio Elizondo (Argentina) | Publik: 4 019 Domare: Horacio Elizondo (Argentina) |
| 20:30 | 20:30           |         |         |      | Publik: 4 019 Domare: Horacio Elizondo (Argentina) | Publik: 4 019 Domare: Horacio Elizondo (Argentina) |
| 20:30 | 20:30           |         |         |      | Publik: 4 019 Domare: Horacio Elizondo (Argentina) | Publik: 4 019 Domare: Horacio Elizondo (Argentina) |

## Friidrott
Herrarnas 800 meter
- Mouhssin Chehibi
  - Omgång 1 — 1:46.77 (2:a i heat 9, kvalificerad, 32:a totalt)
  - Semifinal — 1:44.62 (3:a i semifinal 2, kvalificerad, 3:a totalt) (Personbästa)
  - 'Final — 1:45.16 (4:a totalt)

- Amine Laalou
  - Omgång 1 — 1:45.88 (1:a i heat 6, kvalificerad, 12:a totalt)
  - Semifinal — 1:47.53 (7:a i semifinal 1, gick inte vidare, 20:e totalt)

Herrarnas 1 500 meter
- Youssef Baba
  - Omgång 1 — 3:38.71 (7:a i heat 3, kvalificerad, 11:e totalt)
  - Semifinal — 3:42.96 (10:a i semifinal 2, gick inte vidare, 20:e totalt)

- Hicham El Guerrouj
  - Omgång 1 — 3:37.86 (1:a i heat 1, kvalificerad, 4:a totalt)
  - Semifinal — 3:40.87 (1:a i semifinal 2, kvalificerad, 10:a totalt)
  - Final — 3:34.18 (→  Guld)

- Adil Kaouch
  - Omgång 1 — 3:39.88 (4:a i heat 2, kvalificerad, 18:e totalt)
  - Semifinal — 3:35.69 (1:a i semifinal 1, kvalificerad, 1:a totalt)
  - Final — 3:38.26 (→ 9:a totalt)

Herrarnas 5 000 meter
- Hicham Bellani
  - Omgång 1 — 13:22.64 (6:a i heat 1, kvalificerad, 13:e totalt)
  - Final — 13:31.81 (→ 9:a totalt)

- Abderrahim Goumri
  - Omgång 1 — 13:20.03 (5:a i heat 2, kvalificerad, 5:a totalt)
  - Final — 13:47.27 (→ 13:e totalt)

- Hicham El Guerrouj
  - Omgång 1 — 13:21.87 (3:a i heat 1, kvalificerad, 9:a totalt)
  - Final — 13:14.39 (→  Guld)

Herrarnas 10 000 meter
- Mohammed Amyne
  - 28:55.96 (→ 18:e totalt)

Herrarnas maraton
- Rachid Ghanmouni
  - fullföljde inte

- Khalid El Boumlili
  - fullföljde inte

- Jaouad Gharib
  - 2:15:12 (→ 11:a totalt)

Herrarnas 3 000 meter hinder
- Abdelatif Chemlal
  - Omgång 1 — 8:29.36 (→ 9:a i heat 2, gick inte vidare, 25:a totalt)

- Ali Ezzine
  - Omgång 1 — 8:20.18 (5:a i heat 1, kvalificerad, 10:a totalt)
  - Final — 8:15.58 (→ 8:a totalt)

- Zouhair Ouerdi
  - Omgång 1 — 8:27.55 (4:a i heat 3, gick inte vidare, 21:a totalt)

Herrarnas längdhopp
- Yahya Berrabah
  - Omgång 1 — 7.62 m (→ 16:e i grupp A, gick inte vidare, 30:e totalt)

- Tarik Bougtaib
  - Omgång 1 — 7.79 m (→ 13:e i grupp B, gick inte vidare, 24:e totalt)

Damernas 800 meter
- Hasna Benhassi
  - Omgång 1 — 2:01.20 (1:a i heat 1, kvalificerad, 10:a totalt)
  - Semifinal — 1:58.59 (1:a i semifinal 2, kvalificerad, 3:a totalt)
  - Final — 1:56.43 (→  'Silver, nationellt rekord)

- Amina Aït Hammou
  - Omgång 1 — 2:03.70 (2:a i heat 4, kvalificerad, 24:a totalt)
  - Semifinal — 2:00.66 (→ 7:a i semifinal 1, gick inte vidare, 17:e totalt)

- Seltana Aït Hammou
  - Omgång 1 — 2:03.95 (2:a i heat 6, kvalificerad, 28:a totalt)
  - Semifinal — 2:00.64 (→ 6:a i semifinal 3, gick inte vidare, 16:e totalt)

Damernas 1 500 meter
- Hasna Benhassi
  - Omgång 1 — 4:05.98 (5:a i heat 2, kvalificerad, 5:a totalt)
  - Semifinal — 4:07.39 (5:a i semifinal 1, kvalificerad, 13:a totalt)
  - Final — 4:12.90 (→ 12:a totalt)

- Bouchra Ghezielle
  - Omgång 1 — startade inte

Damernas maraton
- Hafida Izem
  - 2:40:46 (→ 27:e totalt)

- Kenza Wahbi
  - 2:41:36 (→ 30:e totalt)

Damernas 400 meter häck
- Nezha Bidouane
  - Omgång 1 — 55.69 (→ 3:a i heat 3, gick inte vidare, 18:e totalt)

## Fäktning
Värja, herrar
- Aissam Rami
  - 32-delsfinal — Förlorade mot Serguey Kotchetkov från Ryssland (6 - 15)

## Judo
Herrarnas extra lättvikt (-60 kg)
- Younes Ahamdi
  - Sextondelsfinal — Förlorade mot Evgeny Stanev från Ryssland (Uki-waza; ippon - 0:29)

Herrarnas halv mellanvikt (-81 kg)
- Adil Belgaid
  - Sextondelsfinal — Förlorade mot Roman Gontyuk från Ukraina (Tomoe-nage; ippon - 2:46) (gick vidare till återkval)
  - Återkval omgång 1 — Besegrade Reza Chahkhandagh från Iran (Ura-nage; yuko)
  - Återkval omgång 2 — Förlorade mot Florian Wanner från Tyskland (Yoko-shiho-gatame; w'ari ippon - 2:13)

## Taekwondo
| Idrottare            | Gren             | Åttondelsfinaler        | Kvartsfinaler          | Semifinaer           | Återkval             | Bronsmatch           | Final                | Final            |
| Idrottare            | Gren             | Motståndare Resultat    | Motståndare Resultat   | Motståndare Resultat | Motståndare Resultat | Motståndare Resultat | Motståndare Resultat | Placering        |
| -------------------- | ---------------- | ----------------------- | ---------------------- | -------------------- | -------------------- | -------------------- | -------------------- | ---------------- |
| Abdelkader Zrouri    | Herrarnas +80 kg | Noguera (VEN) W 8–5     | Nikolaidis (GRE) L 2–5 | Gick inte vidare     | Rojas (COL) W 6–2    | Gentil (FRA) L 1–3   | Gick inte vidare     | 5                |
| Mouna Benabderassoul | Damernas −67 kg  | Nahdi (TUN) W 6–2       | Díaz (PUR) L 4–4 SUP   | Gick inte vidare     | Gick inte vidare     | Gick inte vidare     | Gick inte vidare     | Gick inte vidare |
| Mounia Bourguigue    | Damernas +67 kg  | Castrignano (ITA) L 4–6 | Gick inte vidare       | Gick inte vidare     | Gick inte vidare     | Gick inte vidare     | Gick inte vidare     | Gick inte vidare |

## Tennis
| Spelare                        | Gren       | Omgång 1                 | Omgång 2                       | Åttondelsfinaler  | Kvartsfinaler     | Semifinaler       | Final / BM        | Final / BM       |                  |
| Spelare                        | Gren       | Motståndare Poäng        | Motståndare Poäng              | Motståndare Poäng | Motståndare Poäng | Motståndare Poäng | Motståndare Poäng | Placering        |                  |
| ------------------------------ | ---------- | ------------------------ | ------------------------------ | ----------------- | ----------------- | ----------------- | ----------------- | ---------------- | ---------------- |
| Hicham Arazi                   | Herrsingel | Ferrero (ESP) L 3–6, 1–6 | Gick inte vidare               | Gick inte vidare  | Gick inte vidare  | Gick inte vidare  | Gick inte vidare  | Gick inte vidare |                  |
| Younes El Aynaoui              | Herrsingel | Hrbatý (SVK) L 3–6, 4–6  | Gick inte vidare               | Gick inte vidare  | Gick inte vidare  | Gick inte vidare  | Gick inte vidare  | Gick inte vidare |                  |
| Hicham Arazi Younes El Aynaoui | Herrdubbel | i.u.                     | Mirnji / Volttjkov (BLR) L RET | Gick inte vidare  | Gick inte vidare  | Gick inte vidare  | Gick inte vidare  | Gick inte vidare | Gick inte vidare |